# Crisulipora strigosa
Crisulipora strigosa är en mossdjursart som beskrevs av Ernst Marcus 1938. Crisulipora strigosa ingår i släktet Crisulipora och familjen Crisuliporidae. Inga underarter finns listade i Catalogue of Life.